# Behind Blue Eyes
Singles de The Who
Let's See Action
(1971) Join Together
(1972)
Pistes de Who's Next
Going Mobile Won't Get Fooled Again
Behind Blue Eyes est une chanson écrite par Pete Townshend du groupe de rock britannique The Who, initialement pour son projet avorté Lifehouse. Elle apparaît finalement en 1971 dans l'album Who's Next, devenant l'une des chansons les plus populaires du groupe.

## Genèse du morceau et origine du titre
Dans le cadre du projet Lifehouse, Behind Blue Eyes devait être la chanson caractérisant le « méchant », Jumbo. La genèse de cette chanson date de 1970, lors de la tournée américaine des Who. Après un concert le 9 juin 1970 à Denver (Colorado), Pete Townshend est attiré par une groupie. Résistant à la tentation, il revient à sa chambre seul, et écrit une prière commençant par « If my fist clenches, crack it open… ».
Roger Daltrey et Pete Townshend ont tous les deux les yeux bleus.

## Enregistrement
Le titre est enregistré en mai 1971 aux studios Olympic. La démo du titre est présente sur les disques de Pete Townshend Scoop (1983) et Lifehouse Chronicles (1999).

## Structure du morceau
La chanson commence par la guitare acoustique de Pete Townshend, accompagnant la voix de Roger Daltrey. La basse de John Entwistle, assez discrète, rejoint les autres, puis des harmonies vocales viennent soutenir les couplets. La chanson se transforme en rock plus « agressif » avec un break de la batterie de Keith Moon et un solo de guitare. La chanson se termine par les premiers vers.
Le riff de guitare à la fin du break est utilisé dans le titre Won't Get Fooled Again du même album Who's Next. Cela peut s'expliquer par le fait que l'album devait à l'origine être un opéra-rock.

## Interprétation des paroles
Beaucoup de « théories » se sont développées autour du sens des paroles du titre, la plus plausible étant que Pete Townshend s'est inspiré de ses propres tourments pour écrire : derrière ses yeux bleus (« behind blue eyes »), il souffre du fait que personne ne sache ce que cela fait (« no one knows what it's like ») d'être comme lui, avec ses espoirs, ses déceptions, la pression qui pèse sur lui.

## Behind Blue Eyesen concert
Behind Blue Eyes est régulièrement jouée en concert par le groupe. Le titre live est présent sur différents enregistrements, notamment dans la version Deluxe de Who's Next, sur Who's Last (1982), The Blues to the Bush (1999) ou encore The Who & Special Guests Live at the Royal Albert Hall (2000).

## Reprises
- Behind Blue Eyes a été reprise de nombreuses fois, notamment par les artistes suivants : Ian Stuart Donaldson, Richie Kotzen, Bryan Adams, Sheryl Crow, Testudo, Suzanne Vega, The Chieftains, Within Temptation et Limp Bizkit. Un clip est tourné pour la version de Limp Bizkit en 2003 avec Halle Berry.

- L'introduction de la chanson est chantée par Rupert Giles, joué par Anthony Stewart Head dans la série Buffy contre les vampires, dans l'épisode  « La Maison hantée (Buffy) », de la saison 4.

- En 2008, Eminem, Lil Wayne et Joe Budden reprennent la version Limp Bizkit dans le style hip-hop, sous le nom The Bad, The Sad, and The Hated [2].

## Utilisation dans d'autres œuvres
On peut entendre la chanson dans les films Gothika (2003), War Dogs (2016), ainsi que dans le film d'animation Angry Birds (2016).
Elle est aussi présente dans l'épisode 18 de la saison 10 de la série télévisée Supernatural, dans le final de la saison 2 de la série Legion, dans l'épisode 18 de la saison 4 de la série Brothers & Sisters ainsi que dans un épisode de la série Buffy contre les vampires, saison 4, interprétée par Anthony Head.